# John Davies (dichter)
Sir John Davies (Tisbury, Wiltshire, 16 april 1569 – 8 december 1626) was een Engels dichter en jurist.
Hij ging in 1580 naar school in Winchester en bezocht vervolgens het Queen's College van de Universiteit van Oxford. Hij verbleef hier slechts anderhalf jaar en of hij er een graad behaalde is niet bekend. Hij besloot zich toe te leggen op de rechten, en schreef zich daarvoor eerst in bij het instituut New Inn en in 1588 bij de Middle Temple in Londen. Rond 1590 schreef hij zijn eerste werk, getiteld Epigrammes. In 1594 schreef hij Orchestra, or a Poem of Dancing, dat in 1596 werd gepubliceerd.
In 1595 begon hij zijn carrière als jurist. Hij werd echter in 1598 geschorst vanwege een ruzie met Richard Martin, de vriend aan wie hij zijn 'Orchestra' had opgedragen. John Davies was een impulsieve jongeman, die  door zijn karakter al vaker in moeilijkheden was gekomen. In dit geval koelde hij zijn woede over een relatief klein pesterijtje door Martin met een knuppel te bewerken. Hij werd behalve geschorst ook nog enige tijd opgesloten. In 1601 kon hij, na excuses te hebben gemaakt, zijn werkzaamheden hervatten.
Inmiddels waren er al diverse werken van hem gepubliceerd: Gulling Sonnets verscheen in 1597, in 1599 gevolgd door de succesvolle werken Nosce Teipsum en Hymnes of Astrea. Het eerste was een lang filosofisch gedicht over de menselijke natuur en de onsterfelijkheid van de ziel, het tweede een reeks van 26 in acrostichonvorm geschreven gedichten, opgedragen aan Elizabeth I, waarbij de beginletters van de regels steeds de woorden 'Elizabetha Regina' vormen. De koningin was overigens al eerder, mede door zijn goede connecties, op de hoogte van zijn werk en ervan gecharmeerd.
Davies ontwikkelde zich hiernaast tot een uitstekend jurist met vele contacten, ook in het buitenland. Hij was actief in het openbare leven en had zitting in het parlement namens verschillende Engelse en Ierse kiesdistricten. Hij verwierf ook de gunst van Jacobus I, die er al bij hun eerste ontmoeting blijk van gaf Davies' werk te kennen. Jacobus ridderde hem in 1603 en benoemde hem op een hoge positie als advocaat-generaal en later als Procureur des Konings in Ierland. Hier speelde hij een belangrijke rol door de Engelse 'common law' in te voeren, waardoor de gewone man op juridisch gebied meer rechten kreeg en zich beter kon verzetten tegen de heersende aristocratie. 

## Overig werk
- Ten Sonnets to Philomel (1602)
- Yet Other Twelve Wonders of the World (ca. 1602)
- A Lottery (1602)
- A Contention betwixt a Wife, a Widow and a Maid (1602)
- A Discoverie if the True Causes why Ireland was never Entirely Subdued until the Beginning of His Majestie's happy Raigne (1612)